# Hugh Cahun
Hugh Cahun (Colquhoun), född cirka 1540 i Skottland, död (avrättad) 21 oktober 1573 i Stockholm, var en skotsk kavalleriofficer i svensk tjänst som blev offer för ett så kallat justitiemord.
Cahun kom till Sverige senast 1568 och tjänstgjorde förmodligen i den skotska kavallerienhet som sedan 1565 anfördes av hans äldre bror William Cahun. Cahuns enhet var en av tre skotska kavallerienheter som då fanns i Sverige (de två övriga var under befäl av Andrew Keith och John Moncrieff).
Hugh Cahun åtalades hösten 1573 för att utan saklig grund ha utpekat flera andra skotska officerare som skyldiga till en konspiration med syfte att störta Johan III och återinsätta Erik XIV som kung. Omständigheterna kring brottet var mycket svårutredda och efter att Cahun dömts från liv och gods den 6 oktober begärde ståthållaren i Stockholm Jakob Bagge om uppskov med avrättningen som skulle ha ägt rum 10 oktober. Kungen beviljade uppskovet och uppdrog till Andrew Keith att ytterligare undersöka grunderna för domen. På begäran av Keith uppsköts avrättningen den 16 oktober ytterligare en gång för att han skulle kunna slutföra sin utredning.
Kung Johan fastställde dödsdomen 20 oktober men gjorde samtidigt ett märkligt uttalande som visar att han inte var helt övertygad om att anklagelserna var korrekta. I ett brev till Jakob Bagge skrev han att det var Cahuns skotska kollegor som fick ta på sig ansvaret för hans död. Kungen skrev att han för egen del kunde tänka sig att benåda Cahun men att de övriga skotska officerarna enhälligt krävde att domen skulle verkställas och vägrade till och med att påbörja fälttåget i Estland om så inte skedde.
Hugh Cahun halshöggs med svärd den 21 oktober 1573 på Järntorget. Under de senare rättegångarna efter estlandskrigståget 1573-1574  mot Archibald Ruthven, Charles de Mornay och Gilbert Balfour framgick det att Cahuns uppgifter i huvudsak varit riktiga och att han blivit offer för ett justitiemord.